# Salut narodowy
Salut narodowy – rodzaj salwy honorowej.
W Polsce salut narodowy zarezerwowany jest dla uczczenia najważniejszych osób w państwie i uroczystości państwowych. Składa się z 21 salw.